# Francisco Peñarroja Martínez
Francisco Peñarroja Martínez (Vall de Uxó, 2 de mayo de 1868 - Vall de Uxó, 19 de octubre de 1920) fue un compositor y maestro de capilla español.

## Vida
Francisco Peñarroja Martínez nació en Vall de Uxó, en la provincia de Castellón, el 2 de mayo de 1868, hijo de Francisco Peñarroja Llobet y Magdalena Martínez Rebollar, procedentes de una modesta familia de hiladores locales. Quedó huérfano de padre, y el trabajo de su madre y sus dos hermanas mayores le financiaron sus estudios en el Seminario de Tortosa. Fue un alumno dedicado, que consiguió numerosas becas, y allí se formó musicalmente con Roque Domingo.
A partir de 1886 fue nombrado maestro de capilla del Seminario de Tortosa, para pasar posteriormente a ejercer la organistía y el magisterio de la Catedral de Tortosa.
Con 23 años fue ordenado sacerdote, siendo su primer destino la parroquia de Cabanes, en la provincia de Castellón, donde ejerció de organista. Permaneció tres años, para desplazarse posteriormente a Onda, en la misma provincia, donde estuvo cuatro años. Durante estos años recibió lecciones de Armonía y Composición por correo de Salvador Giner desde Valencia.
En 1901 fue nombrado capellán con funciones de penitenciero del Real Colegio del Patriarca de Valencia. Durante estos años dirigió una peregrinación a Roma de los católicos de la diócesis. Allí cantó canto gregoriano ante el papa Pío X, que le concedió un Diploma de Canto Gregoriano. Participó en el III Congreso de Música Religiosa celebrado en Barcelona en 1912.
En febrero de 1910 fue nombrado maestro de capilla interino y en septiembre fue ratificado en el puesto con carácter definitivo como  maestro de capilla del Colegio, tomando posesión del cargo e iniciando la mejora de la música litúrgica empleada. Peñarroja introdujo la renovación litúrgica que representó el motu proprio impulsada por Pío X. Esta renovación también la fomentó desde su docencia en el Conservatorio de Valencia, donde enseñaba Composición desde 1913 con plaza en propiedad.
Francisco Peñarroja pasaba los veranos en Vall de Uxó, donde colaboraba con la Filarmonía Centro Vallense. En verano de 1920, sintiéndose enfermo, se trasladó a Vall de Uxó, donde falleció el 20 de octubre de 1920. Todavía mantenía sus cargos en el Colegio del Patriarca y en el Conservatorio de Valencia. El magisterio en el Corpus Christi sería ocupado por Salvador Gea Bañuls ese mismo año.

## Obra
Para sus docencia en el Conservatorio escribió un Manual breve de nociones de Armonía.
La mayoría de sus composiciones se conservan en el Colegio del Patriarca. Entre ellas se encuentran una misa, un magníficat, numerosos fabordones, un gozo, una lamentación, una letanía, dos motetes, vatios salmos, un trisagio y varias otras composiciones. Entre sus obras profanas destaca el Himne a Vall d'Uixó a tres voces y orquesta.